# سیارک ۴۹۵۰۱
سیارک ۴۹۵۰۱ (به انگلیسی: 49501 Basso، نامگذاری:1999CN10) چهل و نه هزار و پانصد و یکمین سیارک کشف شده‌است که در ۱۳ فوریه ۱۹۹۹ کشف شد.